# Carlho Wijdh
Carlho Albert Wijdh (Lelydorp, 12 maart 1939) is een Surinaams bankier. Hij is de oprichter van de Coöperatieve Spaar- en Kredietbank Godo.

## Biografie
Carlho Wijdh is geboren en getogen in Lelydorp. Hij groeide op in een gezin met tien kinderen. Zijn vader was Chinees en zijn moeder Creoolse. Door zijn lichamelijke beperking, sinds zijn geboorte, werd hij weliswaar altijd nagekeken maar hield hij er geen minderwaardigheidscomplex aan over. Als gelovig mens zei hij: "De Schepper heeft me alles gegeven wat ik nodig had."
Hij stopte met het vwo omdat zijn ouders die niet konden opbrengen. Hij ging bij de overheid aan het werk en volgde er enkele opleidingen naast, waaronder de Surinaamse Rechtsschool. Zijn overheidsbaan had hij als opstap van vijf jaar willen gebruiken, maar na drieënhalf jaar kreeg hij een conflict met de leiding en ging aan het werk voor de schadeverzekeraar De Nationale, een voorloper van Assuria. Hier werkte hij van 1960 tot bijna aan zijn pensioen.
Daarnaast was penningmeester voor de Vakbond voor Assurantiemedewerkers. Hij ontdekte dat mensen met lage lonen amper voorschotten konden krijgen van hun werkgever en evenmin konden lenen bij een bank. "Wat me nog scherp bij staat is dat een koffiejuffrouw of schoonmaakster een voorschot vroeg om een kookplaat, je weet wel zo'n tweepits cash and carry, te kunnen kopen. Ze had altijd op houtskool gekookt en wilde daar van af. Maar dat werd geweigerd. Pijnlijk hoor ... Dit soort ervaringen waren de aanleiding voor mij te zoeken naar een oplossing."
Met collega's richtte hij daarom op 10 december 1971 de Assurantie Krediet Koöperatie op. Aanvankelijk was de organisatie besloten, maar door het succes stelden ze deze in 1974 open voor iedereen. De naam werd gewijzigd naar Spaar- en Kredietcoöperatie Godo, met Godo in de betekenis van bijenkorf. Als coöperatie zijn er geen aandeelhouders maar leden. Het moto is mensen helpen mensen. Godo groeide en betrok in 1983 een modern kantoor. Op 9 mei 1997 werd zijn droom waarheid en verkreeg Godo de bankstatus. Op 1 juni 2010 werd uiteindelijk de status van algemene bank verkregen. Hij was toen inmiddels met pensioen, maar nog wel betrokken, en Godo had inmiddels zestigduizend leden.
Over zichzelf zei hij eens: "Opgeven zit niet in mijn DNA. Ik heb een stukje zelfvertrouwen ontwikkeld waar anderen last van hebben. Veel mensen vinden mij koppig, eigenwijs. Ik houd echter niet van zigzaggen, ik ga direct op mijn doel af, wat anderen daar ook van vinden."

## Eerbetoon
Hij werd twee maal onderscheiden in de Ereorde van de Palm, in november 1996 als Ridder en in november 2005 als Officier. Tijdens het 43-jarige bestaan van Godo werd een bronzen borstbeeld van hem onthuld. In 2021 was hij een van de iconen van Suriname op de Iconenkalender van NAKS.